# Etèocle
Etèocle (en grec antic: Ἐτέοκλος) va ser, segons la mitologia grega, un fill d'Ifis, rei d'Argos.
Etèocle va participar en la guerra d'Argos contra Tebes coneguda com la Guerra dels set Cabdills. No totes les llistes ho afirmen, perquè algunes diuen que era Tideu, el que hi va anar. A Les suplicants d'Eurípides, Adrast el descriu com una persona jove, pobre però digna, que rebutjava els regals luxosos dels seus amics. Els seus companys argius l'honoraven.
A l'obra d'Èsquil Els set contra Tebes, Etèocle és un dels set campions que ataquen les set portes de Tebes. Porta un escut que mostra un home pujant a una torre amb una escala, que a més portava escrit que ni tan sols Ares el podria abatre. A la tragèdia d'Eurípides Les fenícies, Adrast és el que ataca la setena porta de Tebes i no s'esmenta a Etèocle. Altres autors, entre ells Diodor de Sicília, Estaci i Higí, tampoc no esmenten Etèocle.
Es deia que Etèocle va ser mort per Leades, un fill d'Àstac. El fill d'Etèocle, Medont, es menciona en un escoli a la Ilíada com un dels Epígons.